# جعيفران الموسوس
أبو الفضل جعفر بن علي بن أصفر الأنباري الشهير بـجُعَيفُران المُوسوَس (796 - 844) شاعر عربي في العصر العباسي الأول من أهل الأواخر القرن الثاني الهجري/ الثامن الميلادي. ولد ونشأ في بغداد وكان أبوه من الجند الخراسانية تولى خطة دهقان بالكرخ ببغداد وكان «يتشيع ويكثر لقاء علي الرضا بن موسى الكاظم» وموسی الكاظم هو الذي أفتى بطرد ابنه من بيته وحرمانه من ميراثه بعد موته وذلك لاختلافه إلى أحد سراريه. وكان من تبعات ذلك أنه وسوس واختلط في بغض أحواله. صنفه ابن حبيب النيسابوري من كتاب عرب في القرن الثالث في شخصيات كتابه عقلاء المجلانين.

## سيرته
هو جعيفران/جعفر بن علي بن أصفر بن السري بن عبد الرحمن الأبناوي، ولد في بغداد سنة 796 م/ 180 هـ ونشأ بها وسكن مدة في سامراء. كان أبوه يخدم في الجند الخراسانية، وكان جعفر يتشيع، ويكثر لقاء أبي الحسن علي الرضاء.

### خلافه مع والده
ذكر أبي الفرج الأصفهاني في الجزء العشرون من كتابه كتاب الأغاني قصة خلاف جعيفران الموسوس مع والده مفصلاً. كان والده علي بن أصفر بن السري الأنباري من الجنود العباسيين، وقد سكن بغداد وسامراء، ولما كبر ابنه جعفر، منعه من دخول بيته والاختلاط بنسائه من الجواري - وهن ازداد تملكهن في عصور العباسية- وادعت إحداهن عليه عند أبيه بما يشين، وكان علي بن أصفر مصابا بالوسواس فصدق الوشاية حينا وارتاب فيها أحيانا، وحتى يصل إلى نتيجة يستريح فيها من الوسواس فقصد الحجاز حاجاً وفي المدينة المنورة استشار وشكا إلى موسى الكاظم من أعلام علماء في عصره والإمام السابع عند الشيعة الإثنا عشرية، فما كان منه إلا أن أكد للأب وساوسه وشكوكه في ابنه جعيفران، وقال «إن كنت صادقاً عليه فليس يموت حتى يفقد عقله، وإن كنت قد تحققت ذلك عليه فلا تساكنه في منزلك، ولا تطعمه شيئاً من مالك في حياتك، وأخرجه عن ميراثك بعد وفاتك». واتهم الابن في شرفه، بل وافتاه بطرده من البيت وحرمانه من المال حيا وميتا، أي حرمانه من الميراث.

وعاد علي بن أصفر إلى بغداد فطرد ابنه الشاب من سكنه ومنعه من أي مال يصل إليه منه، واتصل الأب بفقيه آخر يستفتيه في حيلة يستطيع بها إخراجه من الميراث بعد الموت، فأفتي له ذلك الفقيه بأن يوصي بكل أمواله إلى رجل ويشترط عليه أن يحرم الابن جعيفران من أي شيء.
ومات الأب وآلت الثروة حسب وصيته إلى ذلك الرجل، الوصي، وجاء إليه جعيفران ليأخذ حقه من الميراث فمنعه الوصي، فذهب جعيفران إلى القاضي الشهير أبي يوسف وشكا له، فأمر أبو يوسف بإحضار ذلك الرجل الوصي، وفي مجلس الحكم سأل أبو يوسف جعيفران أن يأتي ببينة علي نسبه وتركة أبيه، فقدم جعيفران الشهود الذين شهدوا علي صحة نسبه وعلي ما تركه والده من أموال، وطلب أبو يوسف من الوصي بينة علي أن والد جعيفران قد أوصي له بتركته فأحضر الوصي شهودا شهدوا علي أن والد جعيفران احتال بالوصية علي منع ابنه من الميراث، ولكن أبا يوسف لم يأخذ ببينة الوصي وأوشك علي أن يحكم لجعيفران بحقه في ميراثه من أبيه إلا أن الوصي أراد أن يخلو بالقاضي أبي يوسف ليقول له السر، ولكن القاضي أبا يوسف رفض إلا أن يحضر جعيفران، فطلب الوصي من القاضي مهلة إلى الغد ليقدم مستنداً جديداً فأمهله أبو يوسف للغد، وسعي الوصي إلى أحد أصدقاء أبي يوسف وأعطاه رقعة أوصلها إلى أبي يوسف وفيها اتهام لجعيفران بتلك التهمة الفظيعة، وأنها السبب في قرار أبيه بحرمانه من الميراث، ولم يقبل أبو يوسف ذلك الاتهام فاستدعي الوصي وطلب منه اليمين فاقسم الوصي يمينا يؤكد فيها اتهام جعيفران، فاقتنع أبو يوسف، وفي اليوم التالي كان موعد الحكم فحكم أبو يوسف بحرمان جعيفران من ميراثه من أبيه.
واشتهر قصة جعيفران في بغداد، وفقد ثروته وسمعته، وفقد معهما عقله، إذ كان يغيب عقله أحيانا ويختلط، فحمل من يومها لقب الموسوس وجاءته الحالة نطق شعرا، ولم يكن قبل ذلك يقول الشعر. توفي جعفيران سنة 844 هـ/ 230 هـ.

## وصلات خارجية
- جعيفران الموسوس في بوابة الشعراء